# Hirokitia
Hirokitia (grčki: Χοιροκοιτία, Choirokitia) je arheološki lokalitet u blizini jugoistočne obale Cipra koje potječe iz pretkeramičkog (prije keramike) neolita (oko 7000. pr. Kr.). On je bio jedan od dvadesetak sličnih naseobina na otoku Cipru, ali je Hirokitia jedan od najvažnijih i najbolje sačuvanih prapovijesnih lokaliteta u istočnom Sredozemlju. Njegove građevine svjedoče o organiziranom društvu s obrambenim fortifikacijskim građevinama koje su ga okruživale. Zbog toga je 1998. godine postala zaštićenom UNESCO-ovom svjetskom baštinom.
Hirokitia se nalazi na padini brda u dolini rijeke Maroni, oko 6 km od mora. Naselje je bilo ograđeno 2.5 metara debelim i do 3 metra visokim zidom s nekoliko vrata. Njegovi stanovnici su preživljavali baveći se poljodjelstvom i stočarstvom, ali i skupljanjem plodova (o ćemu svjedoče brojni nalazi pistacija, smokvi, maslina i suhih šljiva. Živjeli su u valjkastim nastambama debelih zidova, zbijenima zajedno. Njihovi niži dijelovi su bili od kamena, a imale su velike vanjske promjere (od 2.3 do 9.20 metara), dok su unutarnji bili skromniji (1.4 do 4.80 m). Neki su im krovovi bili kupolasti dok su neki bili ravni.
Velike nastambe su bile podijeljene u više prostorija, ovisno o namjeni, a neke su imale i drugi kat. Često su zajedno činile kompleks jedne šire obitelji i bile su spojene zajedničkom terasom.
Pretpostavlja se da je u Hirokitiji odjednom živjelo oko 300 do 600 stanovnika, bili su niski (muškarci oko 1.61, a žene oko 1.51 m) i životni vijek im je (zbog velikog mortaliteta djece) bio oko 22 godine. Mrtve su sahranjivali u čučećem položaju ispod kućnih pragova koji je predstavljao oltar kulta predaka.
Selo je naglo bilo napušteno oko 6000. pr. Kr., od kada je cijeli otok bio nenaseljen skoro 1500 godina kada ga naseljavaju drugi ljudi kulture Sotira (do 4. tisućljeća pr. Kr.).
Hirokitiju je pronašao Dr. Porfiros Dikaios, upravitelj Ciparskog ureda za starine, koji je proveo šest iskapanja od 1934. do 1946. godine. Nakon zastoja zbog turske invazije na Cipar, arheološka iskapanja su nastavili Francuzi 1977. godine, pod vodstvom Alaina Le Bruna.